# 垂庄
垂莊（英語：Thuy Trang，越南語： [tʰʷɪj˨˩ ʈaːŋ˧]），1973年12月14日—2001年9月3日），是一名越南裔美國女演員。她最為人熟知的飾演角色是電視影集系列《金剛戰士》要角，亞洲出身的黃衣戰士關珍妮。2001年9月3日因交通事故去世，年僅27歲。

## 童年時期
垂莊1973年12月14日出生在越南共和國西貢，父親爲越南共和國陸軍軍官，1975年，西貢淪陷，父親流亡到美國。1979年，她跟其他家屬登上一艘前往香港的貨船。1980年，她和其家屬獲准到美國跟父親團聚，之後在加州方廷瓦利定居。

## 演員生涯

### 金剛戰士
垂莊在1993年於連續劇《金剛戰士》飾演黄色騎兵關珍妮。她是在500個各膚色演員中脫穎而出。她於該系列參演了八十集，包括第一季所有集數，和第二季一部分。於第二季拍攝中途，因合約糾紛而辭演。

## 逝世
2001年在參加一場婚禮期間乘坐一輛房車，於加州5號州際公路發生意外，於抵達醫院前已告死亡。

## 个人生活
垂莊是一名佛教徒。

## 電影作品
| 年份       | 標題                                          | 角色       | 備註               |
| ---------- | --------------------------------------------- | ---------- | ------------------ |
| 1993～1994 | 金剛戰士                                      | 關珍妮     | 領導角色：第80集   |
| 1994       | 金剛戰士                                      | 關珍妮     | 遊戲角色配音       |
| 1995       | Encyclopedia of Martial Arts: Hollywood Stars | 客串角色   | 電視錄影帶         |
| 1996       | 終極笑探                                      | 指甲美容師 |                    |
| 1996       | 魔誡追緝令                                    | Kali       | （最後的電影角色） |

## 資料來源
1. ↑  . Orange County Register. November 18, 1994: 42.